# Vidarabina
Los estudios pioneros de Hitchings y Elion que se iniciaron en 1942 identificaron análogos de las bases purina que ocurrieron de manera natural, con propiedades antileucémicas e inmunosupresoras. Su trabajo condujo al desarrollo de los fármacos que se utilizan no sólo en el tratamiento de enfermedades malignas, sino también para inmunosupresión y quimioterapia antivírica (vidarabina, aciclovir, ganciclovir, y zidovudina).
La vidarabina, es un análogo nucleósido de la adenosina, fue aprobada por la FDA en 1977 y fue el primer medicamento contra los herpesvirus. No obstante, sus efectos adversos limitaban su aplicación a infecciones muy graves por virus del herpes simple y virus de varicela-zóster. La vidarabina tiene que ser fosforilada intracelularmente a partir de enzimas celulares hasta su forma activa, el trifosfato de vidarabina, el cual inhibiría de forma competitiva la ADN-polimerasa viral. Pero además puede inhibir otros sistemas enzimáticos, como la ribonucleósido-reductasa y la S-adenosilhomocisteína-hidrolasa, hecho que pudiera ser responsable de algunos efectos tóxicos por lo que ya no está disponible en infusión intravenosa, sólo en forma tópica.
Uno de los principales inconvenientes del fármaco es su escasa solubilidad, que requiere la infusión de importantes volúmenes de líquido (2-2,5 l) y limita su empleo. Es frecuente la aparición de efectos secundarios gastrointestinales relacionados con la dosis (anorexia, náuseas, vómitos y diarrea). A dosis de 20 mg/kg/día puede aparecer mielotoxicidad (alteraciones megaloblásticas, anemia, leucopenia y trombopenia).
La elaboración del aciclovir, aprobado en 1982, ofreció el primer tratamiento eficaz contra las infecciones menos graves por herpes simple y virus de varicela-zóster en pacientes ambulatorios.
El aciclovir intravenoso es superior a la vidarabina en cuanto a eficacia y efectos adversos en la encefalitis por virus del herpes simple y en las infecciones por virus de varicela-zóster de los pacientes inmunodeprimidos. 
La vidarabina era empleada en solución intravenosa. Hoy solo se emplea en ungüento al 3% en queratitis por herpes simple.